# لوری مک‌نیل
 لوری مک‌نیل (انگلیسی: Lori McNeil؛ زاده ۱۸ دسامبر ۱۹۶۳) یک تنیس‌باز اهل ایالات متحده آمریکا است.